# Henry Otto
Henry Otto (8 de agosto de 1877 - 3 de agosto de 1952) fue un actor, director y guionista cinematográfico de nacionalidad estadounidense, activo en la época del cine mudo.

## Biografía
Nacido en San Luis, Misuri, Otto trabajó en más de 150 producciones a lo largo de su carrera artística. Entre los filmes dirigidos por él destacan When a Woman Waits, In Tune, The Archeologist y The Redemption of a Pal, trabajando junto a intérpretes como Edward Coxen, Charlotte Burton y George Field. 
Retirado del cine en 1942, Henry Otto falleció en 1952 en Los Ángeles, California, cinco días antes de cumplir los 75 años de edad.

## Filmografía

### Director
| - 1912 : The Employer's Liability - 1912 : Betty's Bandit - 1912 : A Fight for Friendship - 1914 : Two Little Vagabonds - 1914 : This Is th' Life - 1914 : The Mirror - 1914 : The Redemption of a Pal - 1914 : Beppo - 1914 : The Archeologist - 1914 : In Tune - 1914 : The Silent Way - 1914 : When a Woman Waits - 1915 : The Tin Can Shack - 1915 : The Castle Ranch - 1915 : Restitution - 1915 : The Alarm of Angelon - 1915 : The Crucifixion of Al Brady - 1915 : Silence - 1915 : Imitations - 1915 : Justified - 1915 : Saints and Sinners - 1915 : The Decision - 1915 : The Derelict - 1915 : The Truth of Fiction - 1915 : His Mysterious Neighbor - 1915 : Ancestry - 1915 : Reformation - 1915 : His Brother's Debt - 1915 : The Wishing Stone - 1915 : Wife Wanted - 1915 : One Summer's Sequel - 1915 : The Broken Window - 1915 : The Greater Strength - 1915 : Reprisal - 1915 : The Resolve - 1915 : The Guiding Light - 1915 : By Whose Hand? - 1915 : The Zaca Lake Mystery - 1915 : The Deception - 1915 : Detective Blinn - 1915 : Comrades Three - 1915 : The Jilt - 1915 : Mixed Wires | - 1915 : The Divine Decree - 1915 : The Forecast - 1915 : Senor's Silver Buckle - 1915 : It Was Like This - 1915 : The Measure of Leon Du Bray - 1915 : Manna - 1915 : The Phantom Fortune - 1916 : A Daughter of Penance - 1916 : Undine - 1916 : The One Woman - 1916 : Behind the Curtain - 1916 : The Haunted Bell - 1916 : Won with a Make-Up - 1916 : Half a Rogue - 1916 : The Devil's Image - 1916 : The Man from Nowhere - 1916 : The Man Across the Street - 1916 : The River of Romance - 1916 : Mister 44 - 1916 : The Lie Sublime - 1916 : Big Tremaine - 1917 : The Butterfly Girl - 1917 : Lorelei of the Sea - 1918 : Their Honeymoon Baby - 1918 : Wild Life - 1919 : The Great Romance - 1919 : The Island of Intrigue - 1919 : The Amateur Adventuress - 1919 : Some Bride - 1919 : The Microbe - 1919 : Angel Child - 1919 : Fair and Warmer - 1920 : The Willow Tree - 1920 : The Cheater - 1920 : A Slave of Vanity - 1923 : Lovebound - 1923 : The Temple of Venus - 1924 : Dante's Inferno - 1924 : Folly of Vanity - 1925 : The Ancient Mariner - 1927 : The Love Wager - 1930 : Alma de Gaucho |

### Actor
| - 1912 : The Unknown Model - 1912 : The Torn Letter - 1912 : The Story of a Wallet - 1912 : The Employer's Liability - 1912 : Betty's Bandit - 1912 : A Fight for Friendship - 1912 : Harbor Island - 1913 : The Lipton Cup: Introducing Sir Thomas Lipton - 1913 : A Little Child Shall Lead Them - 1913 : The Governor's Daughter - 1913 : Her Only Son - 1913 : Two Men and a Woman - 1913 : The Spanish Parrot Girl - 1913 : Diverging Paths - 1913 : Love Before Ten - 1913 : Margarita and the Mission Funds - 1913 : The Hoyden's Awakening - 1913 : With Love's Eyes - 1913 : The Tie of the Blood - 1913 : An Old Actor - 1913 : A Welded Friendship - 1913 : In the Long Ago - 1913 : Mrs. Hilton's Jewels - 1913 : The Beaded Buckskin Bag - 1913 : The Trail of Cards | - 1913 : The Acid Test - 1913 : The Mansion of Misery - 1913 : The Flight of the Crow - 1913 : Fate Fashions a Letter - 1914 : Message from Across the Sea - 1914 : Through the Centuries - 1914 : Tested by Fire - 1914 : The Attic Above - 1914 : Elizabeth's Prayer - 1914 : While Wifey Is Away - 1914 : The Midnight Call - 1914 : When Thieves Fall Out - 1914 : His Fight - 1916 : Half a Rogue - 1916 : Mister 44 - 1917 : Lorelei of the Sea - 1926 : The Outlaw Express : - 1929 : La máscara de hierro - 1929 : The Quitter - 1929 : One Hysterical Night - 1931 : Sea Devils - 1931 : Svengali - 1942 : Silver Queen |

### Guionista
| - 1910 : Tommy Gets His Sister Married - 1911 : The Stepsisters - 1911 : His Birthday - 1911 : Memories of the Past - 1912 : Oh, Such a Night! | - 1913 : All on Account of a Transfer - 1916 : Mister 44 - 1916 : Big Tremaine - 1923 : The Temple of Venus |

### Productor
- 1916 : Undine